# (11990) 1995 WM6
(11990) 1995 WM6 là một tiểu hành tinh vành đai chính. Nó được phát hiện bởi Seiji Ueda và Hiroshi Kaneda ở Kushiro, Hokkaidō, Nhật Bản, ngày 21 tháng 11 năm 1995.